# ARA Libertad (1892)
«Лібертад» (ісп. ARA Libertad) - броненосець берегової охорони ВМС Аргентини однойменного типу першої половини XX століття.

## Історія створення
Корабель був замовлений британській фірмі «Cammell Laird» у 1889 році. Спочатку він мав назву «Нуеве де Хуліо» (ісп. Nueve de Julio). Але після придбання однойменного крейсера корабель був перейменований на «Лібертад».
Корабель був закладений у 1890 році на верфі в Беркенгеді, Велика Британія, спущений на воду у 1892 році і 28 листопада 1892 року вступив у стрій.

## Історія служби
Після ходових випробувань та прийняття до складу флоту 20 грудня 1892 року корабель вирушив з Ліверпуля і прибув до Буенос-Айреса 25 січня 1893 року.
У середині 1894 року «Лібертад» брав участь в морських навчаннях.
У 1905 році корабель використовувався для гідрографічної зйомки річки Ла-Плата, після чого використовувався як навчальний корабель.
У 1914 році на ньому проходили підготовку екіпажі лінкорів «Рівадавія» і «Морено» ,які будувались у цей час у США.
У 1915 році «Лібертад» був перекласифікований в корабель берегової охорони. У 1918-1919 роках він перебував у резерві, а у 1922-1923 роках використовувався як навчальний.
У 1924-1925 роках корабель був модернізований, зокрема був переобладнаний для використання як палива нафти, а не вугілля.
У 1927 році «Лібертад» був перелксифікований у канонерський човен.
У грудні 1946 року «Лібертад» був виключений зі складу флоту і переданий Службі берегової охорони Аргентини (ісп. Prefectura Naval Argentina).
У 1968 році корабель був виключений зі складу Служби берегової охорони і зданий на злам.